# 케이틀린 카버
케이틀린 카버(Caitlin Carver, 1992년 3월 31일 ~ )는 미국의 배우이다.

## 출연 작품
- 아이, 토냐 - 낸시 캐리건 역
- 더 매치메이커스 플레이북